# Уейн (окръг, Северна Каролина)
Вижте пояснителната страница за други значения на Уейн.
Окръг Уейн (на английски: Wayne County) е окръг в щата Северна Каролина, Съединени американски щати. Площта му е 1443 km², а населението – 124 150 души (2016). Административен център е град Голдсбъро.